# Euphonia chalybea
L'eufonia golaverde od organista golaverde (Euphonia chalybea (Mikan, 1825)) è un uccello passeriforme della famiglia dei Fringillidi.

## Etimologia
Il nome scientifico della specie, chalybea, deriva dal latino chalybeius ("acciaio"), a sua volta di deivazione greca (χαλυβηιος, khalybēios/khalubēios, con lo stesso significato), in riferimento alle tonalità metalliche della livrea ed alla colorazione del becco: il suo nome comune è anch'esso un chiaro riferimento alla livrea dei maschi.

## Descrizione

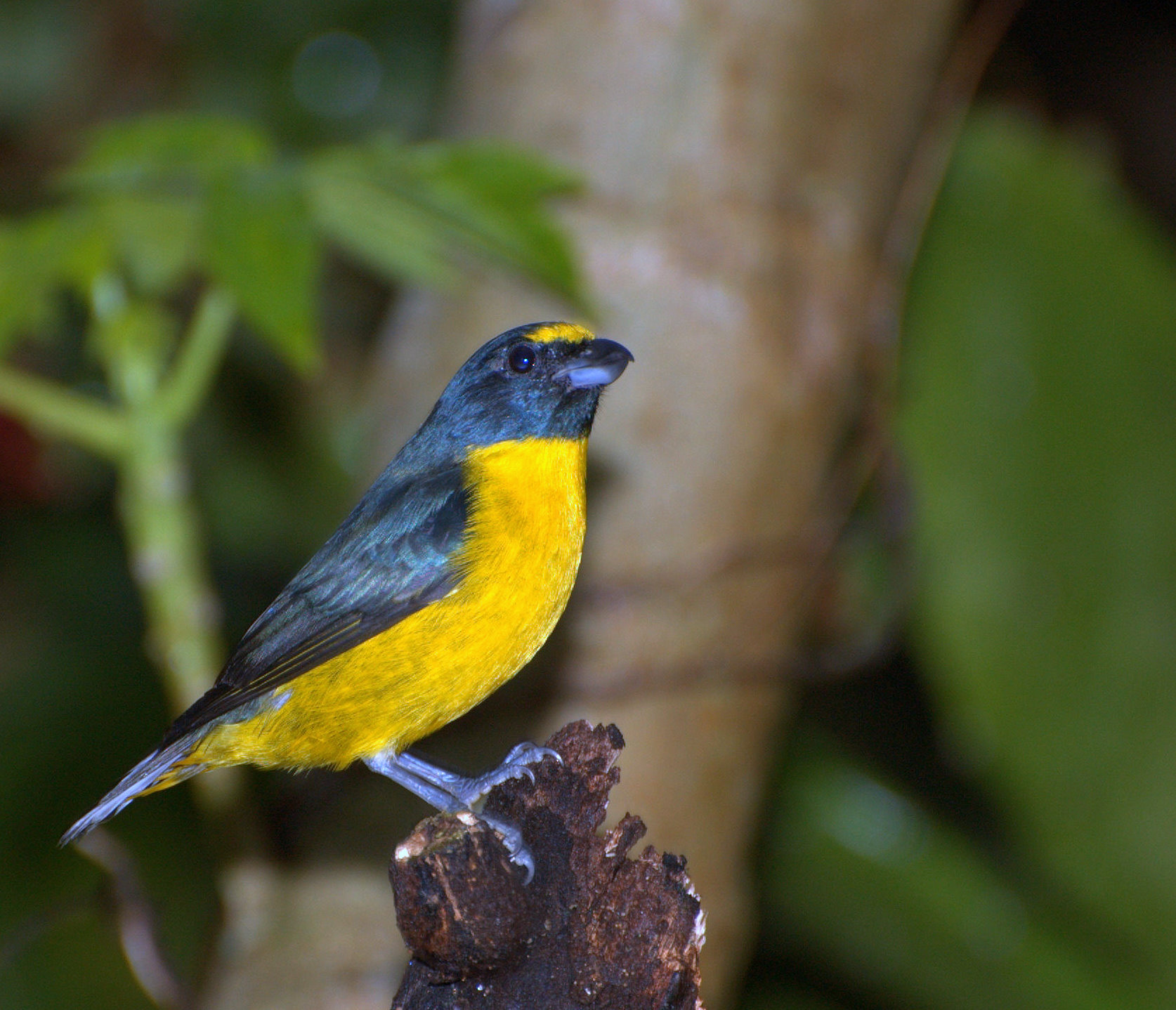
Maschio in Brasile.

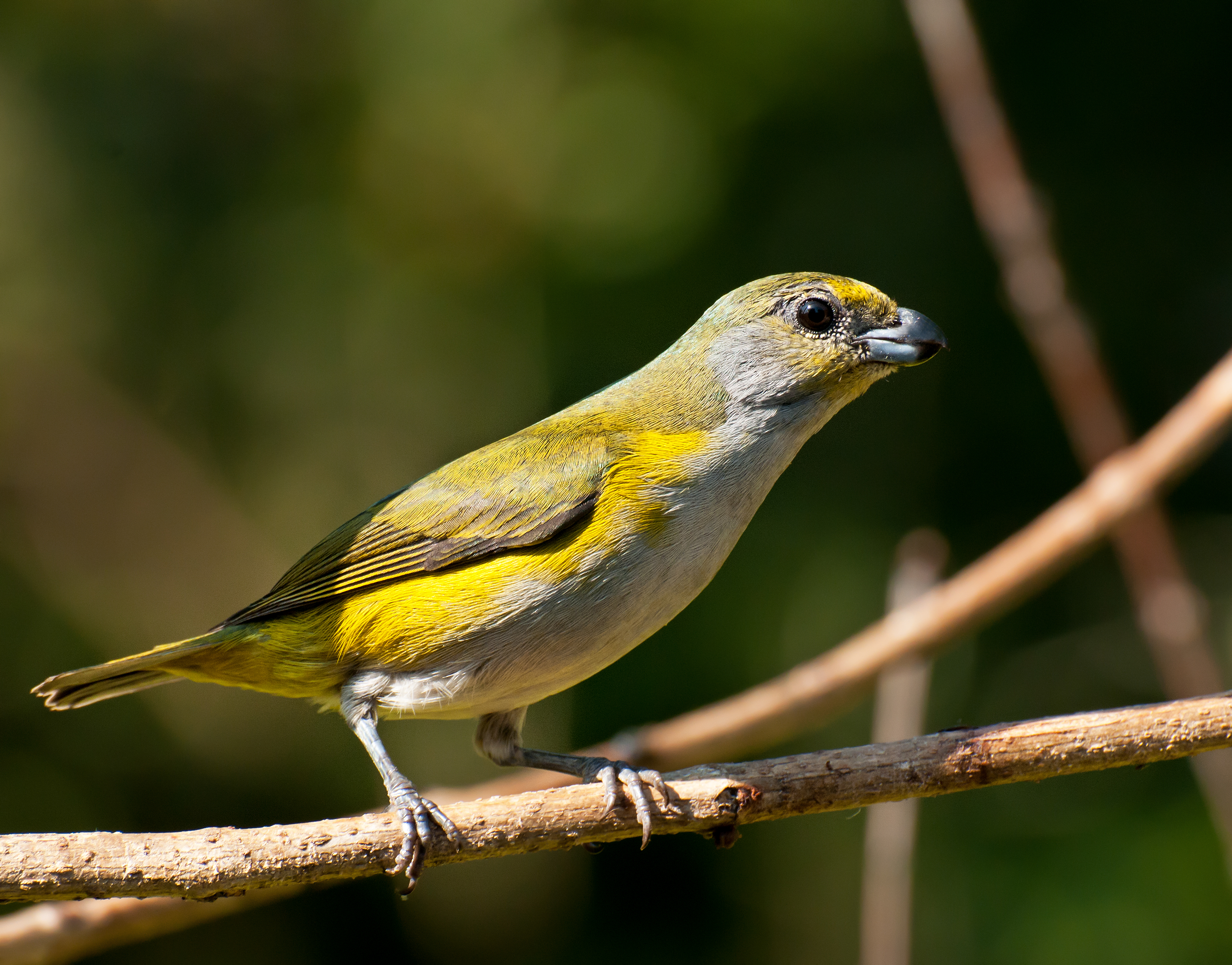
Femmina nello stato di San Paolo.

### Dimensioni
Misura 11 cm di lunghezza, per 18-20 g di peso.

### Aspetto
Si tratta di un uccelletto dall'aspetto robusto, munito di testa arrotondata, forte becco conico dalle punte lievemente uncinate e incrociate, ali appuntite e coda squadrata.
Il piumaggio presenta dimorfismo sessuale ben evidente. I maschi, infatti, mostrano testa (sopracciglio, vertice, nuca, faccia, bavetta e lati del collo), dorso, ali e coda di colore nero-bluastro, più scuro sulle ultime due parti e con presenza di evidentissimi riflessi metallici grigio-bluastri, assenti per l'appunto sulle remiganti e sulla coda: la parte inferiore della gola, il petto, il ventre ed il sottocoda sono invece di colore giallo oro, e dello stesso colore è l'area a forma di "V" che comprende la parte della fronte vicina alla base del becco e la parte anteriore del sopracciglio.

Le femmine, invece, sono di colore grigio cenere su guance, gola e parte centrale di petto e ventre, mentre i fianchi ed il sottocoda sono di color castagna-arancio e l'area dorsale è di color verde oliva. In ambedue i sessi il becco è di colore bluastro con tendenza a scurirsi divenendo nerastro in punta e nell'area di curvatura distale, mentre le zampe sono anch'esse grigio-bluastre e gli occhi si presentano invece di colore bruno scuro.

## Biologia
Si tratta di uccelletti dalle abitudini essenzialmente diurne, che tendono a muoversi da soli o in coppie, passando la maggior parte della giornata alla ricerca di cibo, per poi cercare riparo fra la vegetazione arborea durante la notte.

### Alimentazione
La dieta di queste eufonie è in massima parte frugivora, componendosi perlopiù di bacche e frutti di epifite (come ad esempio Rhipsalis), ma comprendendo sporadicamente anche insetti ed altri piccoli invertebrati (soprattutto bruchi e ragni).

### Riproduzione
Si tratta di uccelli rigidamente monogami, che cominciano a riprodursi verso il mese di ottobre.
Il nido ha forma globosa e viene costruito da ambo i partner:  al suo interno la femmina depone 3-4 uova, che provvede a covare da sola per circa due settimane, mentre il maschio rimane di guardia nei pressi del nido e si occupa di reperire il cibo per sé e per la compagna.

I pulli sono ciechi ed implumi alla schiusa: essi vengono accuditi da ambedue i genitori ed in tal modo sono pronti per involarsi attorno alle tre settimane dalla schiusa, sebbene tendano a continuare a stare coi genitori (seguendoli e chiedendo loro l'imbeccata) almeno fino al mese di vita.

## Distribuzione e habitat

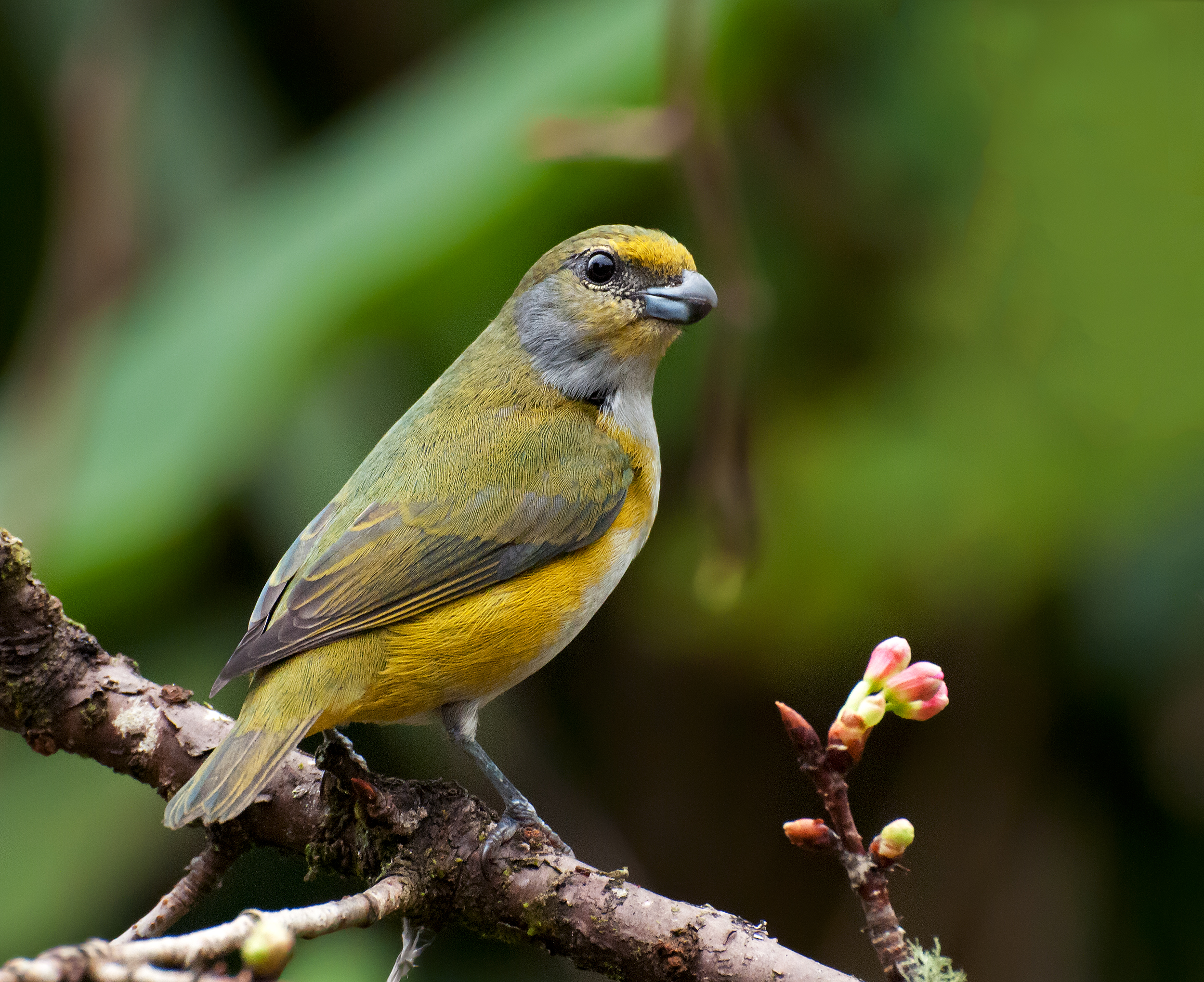
Femmina a Registro.

L'eufonia golaverde è diffusa nelle regioni sud e sud-est del Brasile, dallo stato di Rio de Janeiro al Rio Grande do Sul centrale, con alcune osservazioni recentemente effettuate anche nel Minas Gerais: essa è diffusa anche negli adiacenti territori del Paraguay orientale (dipartimenti di Canindeyú, Guairá e Itapúa) e dell'Argentina nord-orientale (province di Misiones e Corrientes).
L'habitat di questi uccelli è rappresentato dalla foresta atlantica, nonché dalle sue aree degradate (foresta secondaria ma comunque matura, radure con presenza di macchie alberate alte, boschi e viali alberati con vecchi alberi).